# مسیه ۱۰۹
مسیه ۱۰۹(به انگلیسی: Messier 109) (یا NGC 3992) یک کهکشان مارپیچی میله‌ای است که در فاصله ۴۶ میلیون سال نوری قرار دارد این کهکشان در صورت فلکی خرس بزرگ دیده می‌شود. 